# Chisamba Lungu
Chisamba Lungu (né le 31 janvier 1991 à Kafue en Zambie) est un footballeur international zambien évoluant au poste de Milieu de terrain au club turc de Alanyaspor.

## Biographie
Il commence par jouer avec le Zanaco Football Club en 2007 et ce, jusqu'en 2008. À cette date, il passe au FC Baia Zugdidi, où il ne reste qu'un an avant de partir pour l'Oural Iekaterinbourg.
Depuis 2010, il joue avec l'équipe de Zambie de football et il fait notamment partie de la liste des appelés pour la Coupe d'Afrique des nations 2012 qui fut remporté par les chipolopolos (l'Equipe de Zambie).